# Dry Alternator Drive System
Een Dry Alternator Drive System (DADS) is een achter de cilinders van een Kawasaki GPX 750 motorfiets geplaatste alternator, die door een V-snaar wordt aangedreven.